# 中山王尚
中山王尚（？—？），姬姓，名尚，《呂氏春秋》作勝，為戰國中山國君主之一，中山國最後一任君主。
前299年，赵武灵王派二十万大军击败中山國。中山王𫲨𧊒逃到齐国，趙國立他為王以作傀儡，在位3年。該國在前296年最終為趙国所滅。趙國人將他遷移至膚施（今陕西省榆林市东南），不知所終。中山國土地被趙國、齐国、燕国瓜分。
| 前任： 中山王𫲨𧊒 | 戰國中山國君主 前298年－前296年 | 繼任： — |